# Israel Broussard
Isaiah Israel Broussard, ursprungligen Adams, född 22 augusti 1994 i Gulfport i Mississippi, är en amerikansk skådespelare. Han har bland annat medverkat i filmproduktioner som Flipped (hans första filmdebut), The Bling Ring, Happy Death Day, Happy Death Day 2U, och Till alla killar jag har gillat.
Broussard föddes som son till Mary Kay-konsulten Angela (född Clapp) och Lawrence Clayton Adams (1957–1999), som dog när Broussard var drygt fyra år gammal. Han är  uppvuxen i Saucier, som ligger nära födelseorten. Modern gifte sedan om sig med dataprogrammeraren Gil Broussard, som senare kom att adoptera Broussard och hans äldre syster. Han har också en yngre halvbror från sin mors andra äktenskap.

## Filmografi (i urval)

### Filmer
- 2010 – Flipped
- 2011 – The Chaperone
- 2013 – The Bling Ring
- 2014 – Earth to Echo
- 2017 – Happy Death Day
- 2018 – Extinction
- 2018 – Till alla killar jag har gillat
- 2019 – Happy Death Day 2U
- 2021 – Fear of Rain

### TV-serier
- 2013 – Sons of Anarchy (TV-serie)
- 2016 – Fear the Walking Dead (TV-serie)
- 2019 – Into the Dark (TV-serie)